# Psicosis alcohólica
La psicosis alcohólica es un tipo de psicosis causada por el abuso del alcohol. Sin embargo, hay tres formas básicas de este tipo de psicosis: por intoxicación aguda o intoxicación por alcohol, síntomas de abstinencia del alcohol y trastorno crónico del uso de alcohol a largo plazo. Los síntomas generalmente comienzan cuando, o poco después, la persona consume una gran cantidad de alcohol. La psicosis inducida por el alcohol se caracteriza por alucinaciones, delirios, pensamiento confuso, comportamiento inusual o inapropiado y otros síntomas que pueden confundirse con una enfermedad mental, como la esquizofrenia o el trastorno bipolar.
En pacientes con alcoholismo crónico, la falta de tiamina (vitamina B1) es una condición común. Se sabe que la deficiencia de tiamina conduce al síndrome de Wernicke-Korsakoff, que se caracteriza por los hallazgos neurológicos en el examen y un estado confusional-apático. La psicosis de Korsakoff (o estado de amnesia o amnesia-confabuladora de Korsakoff) se refiere a un estado en el que la memoria y el aprendizaje se ven afectados de manera desproporcionada a otras funciones cognitivas en un paciente que, por lo demás, está alerta y responde.